# Geplande aanslagen op trans-Atlantische vliegtuigen in 2006

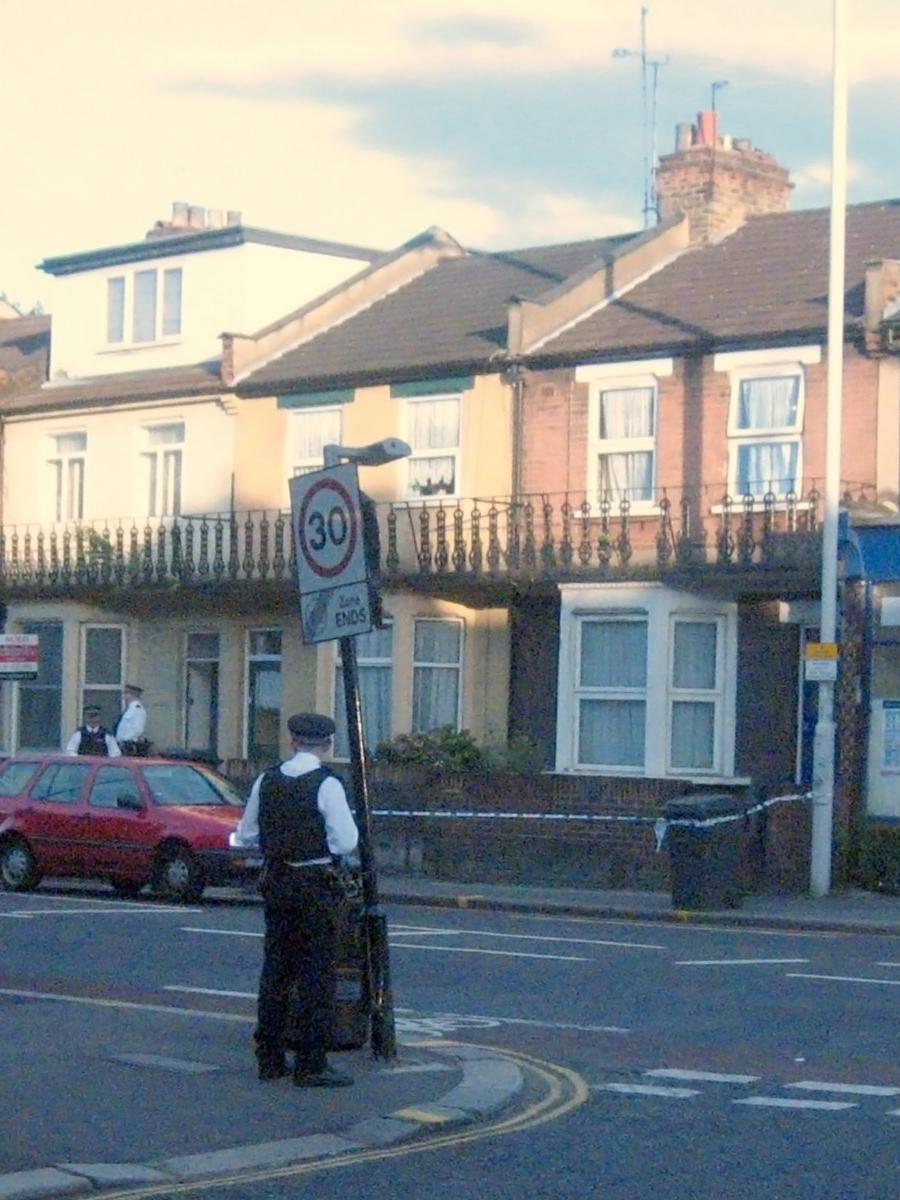
Een politieagent bij een van de huiszoekingen.

Op 10 augustus 2006 verklaarde de Londense politie dat zij een serie geplande aanslagen op trans-Atlantische vluchten had verijdeld. De politie verklaarde dat het doel was negen tot twaalf vliegtuigen op te blazen tijdens hun vlucht over de Atlantische Oceaan. Volgens Amerikaanse bronnen zou de bedoeling van de daders zijn geweest drie uur lang steeds drie vliegtuigen op te blazen. Ze zouden daarvoor vloeibare chemicaliën en een ontstekingsmechanisme uit onderdelen van een iPod hebben willen gebruiken die zich hadden moeten bevinden in de handbagage en die tijdens de vlucht geprepareerd zouden worden.
Bij de reeks huiszoekingen zouden explosieven zijn gevonden en zeker één video-opname waarin een van de verdachten de aanslagen opeiste.

## Arrestaties
De politie deelde mee dat haar actie het resultaat was van een maanden durend onderzoek in samenwerking met Amerikaanse en Pakistaanse veiligheidsdiensten.
De BBC meldde dat 24 personen werden opgepakt. De verdachten zijn Britse moslims, van wie de meesten twintigers zijn. De jongste van de genoemde verdachten is zeventien jaar, terwijl de oudste 36 is.

In Pakistan werden al zeven verdachten aangehouden, onder wie twee Britten. Zij zouden volledig op de hoogte zijn geweest van de geplande aanslagen en zij zouden een spilfunctie binnen de groep hebben bekleed, meldden Pakistaanse functionarissen.
Vijf personen worden nog gezocht, zeiden Amerikaanse en Pakistaanse bronnen tegen de Amerikaanse zender ABC. Onder hen zou de 29-jarige hoofdverdachte Matiur Rehman zijn.

### Gearresteerde verdachten

#### Verdachten gearresteerd in Engeland
Na de huiszoekingen en arrestaties, heeft de Bank of England de banktegoeden bevroren van de volgende negentien verdachten:
- Londen
  - 1. Abdula Ahmed Ali, geboren 10 oktober 1980 (Walthamstow, Londen E17)
  - 2. Cossor Ali, geboren 14 december 1982, (Walthamstow)
  - 3. Nabeel Hussain, geboren 10 maart 1984, (Londen E4)
  - 4. Tanvir Hussain, geboren 21 februari 1981, (Leyton, Londen E10)
  - 5. Umair Hussain, geboren 9 oktober 1981, (Londen E14)
  - 6. Assan Abdullah Khan, geboren 24 oktober 1984, (Londen E17)
  - 7. Waheed Arafat Khan, geboren 18 mei 1981, (Londen E17)
  - 8. Osman Adam Khatib, geboren 7 december 1986, (Londen E17)
  - 9. Abdul Muneem Patel, geboren 17 april 1989, (Londen E5)
  - 10. Muhammed Usman Saddique, geboren 23 april 1982, (Walthamstow)
  - 11. Ibrahim Savant, geboren 19 december 1980, (Londen E17)
  - 12. Amin Asmin Tariq, geboren 7 juni 1983, (Walthamstow)
  - 13. Shamin Mohammed Uddin, geboren 22 november 1970, (Stoke Newington)
  - 14. Waheed Zaman, geboren 27 mei 1984, (Londen E17)
- High Wycombe
  - 15. Shazad Khuram Ali, geboren 11 juni 1979
  - 16. Umar Islam, geboren 23 april 1978
  - 17. Waseem Kayani, geboren 28 april 1977
  - 18. Assad Sarwar, geboren 24 mei 1980
- Birmingham -
  - 19. Tayib Rauf, geboren 26 april 1984

#### Verdachten gearresteerd in Pakistan
- Islamabad -

1. Rashid Rauf (wordt beschouwd als Al Qaeda-lid)

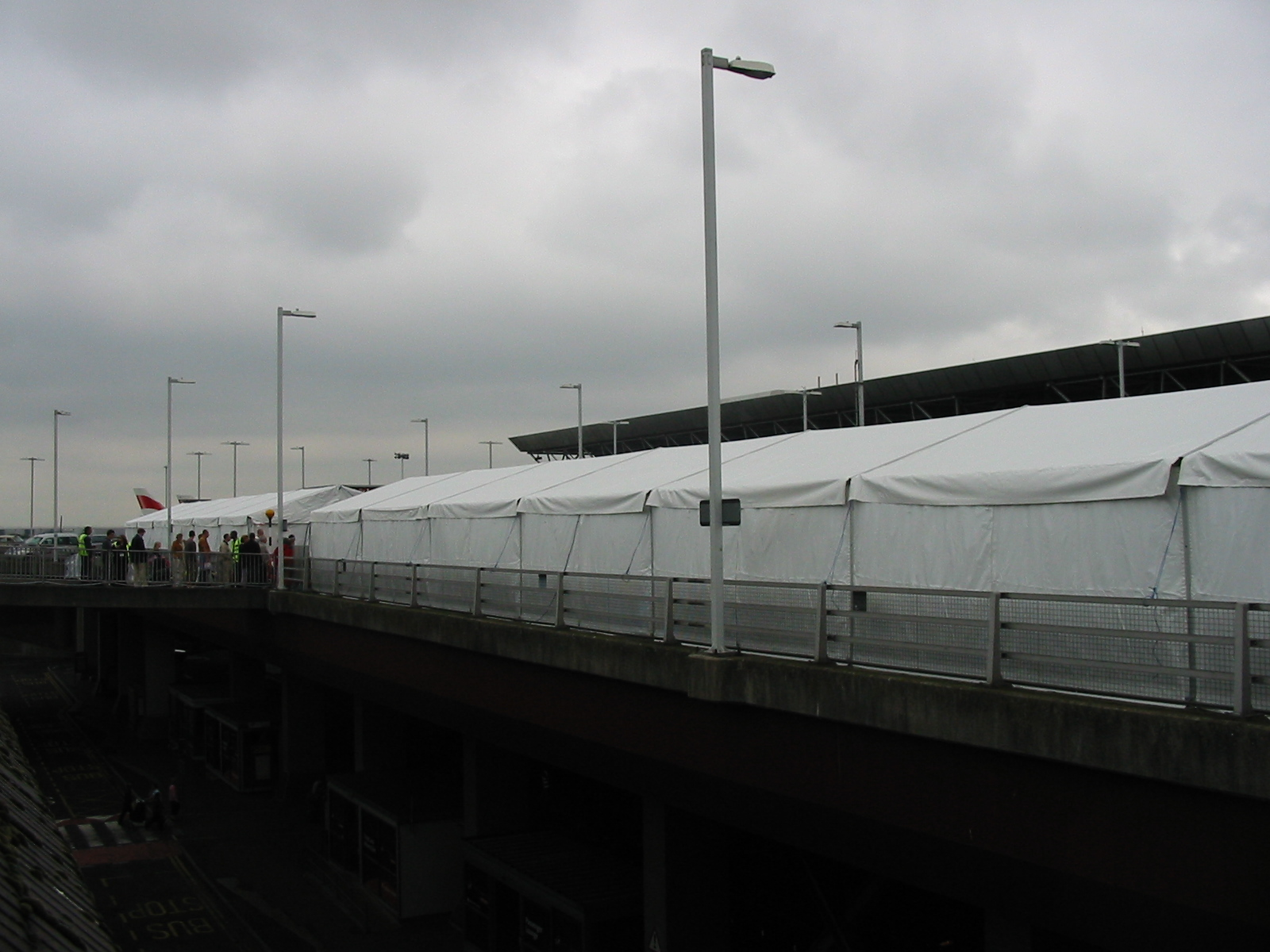
Tenten op de parkeerplaatsen voor terminal 4

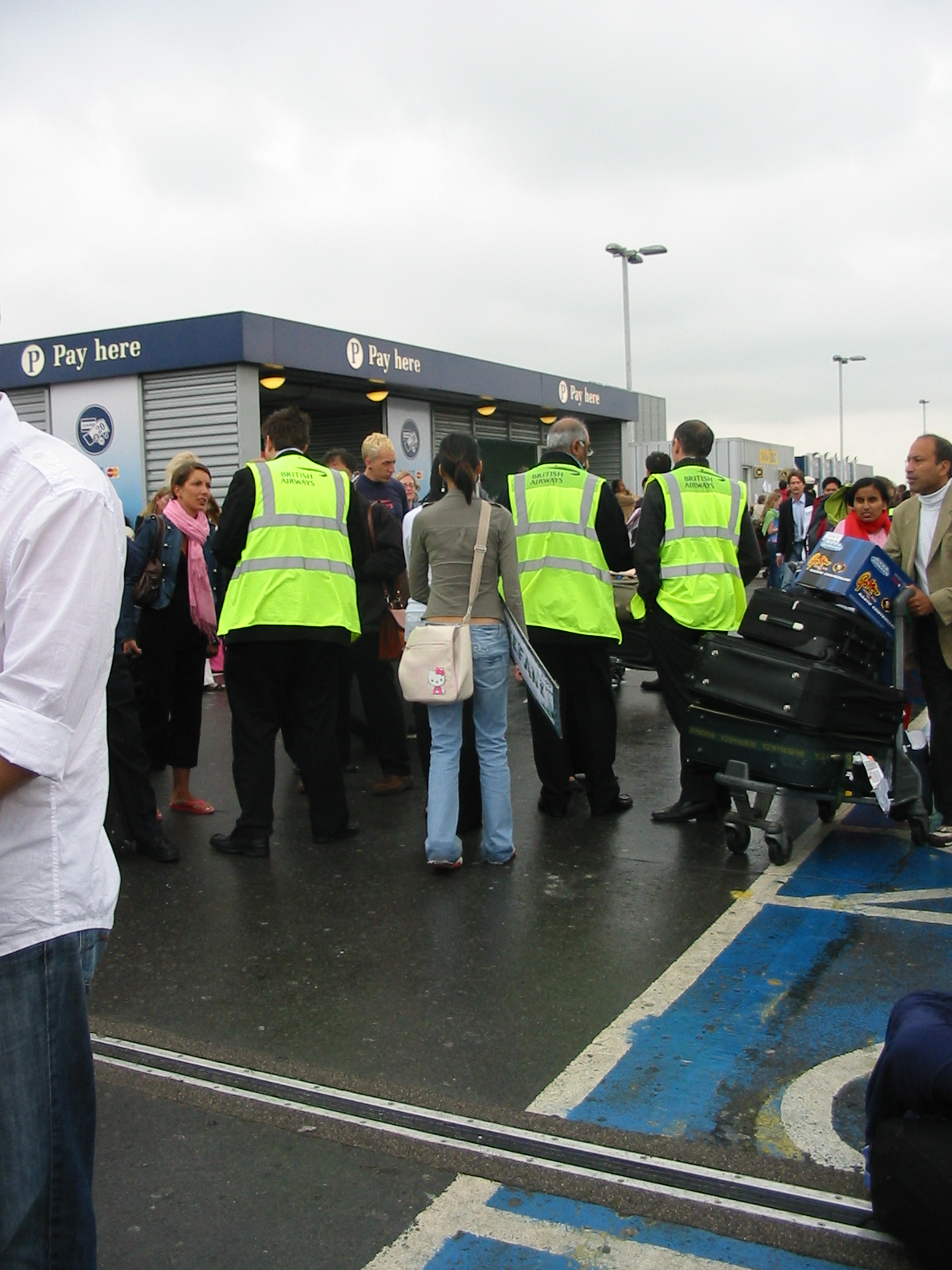
Personeel van British Airways bezig met het verstrekken van informatie

## Maatregelen
Op 10 augustus 2006 werden alle binnenkomende vluchten naar London Heathrow Airport, die nog niet opgestegen waren, geannuleerd.. Op alle Britse luchthavens werd een verhoogde staat van beveiliging ingesteld, en geen enkele handbagage werd nog toegelaten. Ook vanaf andere luchthavens werden veel vluchten geannuleerd en ontstonden grote vertragingen voor passagiers.
Vluchten richting de Verenigde Staten mochten pas vertrekken nadat de namen van alle in het vliegtuig aanwezige passagiers door de FBI waren gecontroleerd.
Alle vloeistofcontainers, zoals drank, maar ook kleinere flesjes zoals voor contactlenzen, mochten niet mee worden genomen in de handbagage en moesten het vrachtruim in. Flesjes babymelk moesten door de ouders geproefd worden in bijzijn van luchthavenpersoneel. Ook elektronische apparatuur, zoals mobiele telefoons, mocht niet worden meegenomen.
Passagiers mochten tot en met zeker 14 augustus geen handbagage in de cabine meenemen bij alle vluchten vanaf Heathrow. Alleen kleine benodigdheden zoals paspoorten en geld mochten worden meegenomen, maar dan in een doorzichtige plastic zak. De controles bij de gates waren strenger dan normaal. Alle passagiers moesten hun schoenen uitdoen zodat deze door de scanner konden worden gehaald. Een groot percentage van de passagiers werd persoonlijk gefouilleerd.
Op de parkeerplaatsen voor de terminals van Heathrow waren grote tenten geplaatst waarin passagiers die moesten wachten konden verblijven. Voedsel en water werden gratis verstrekt. De vertragingen varieerden tussen enkele uren en meerdere dagen. Medewerkers van British Airways waren in de omgeving van terminal 4 in groten getale aanwezig om informatie te verstrekken. Passagiers met vervallen vluchten kregen zo snel als mogelijk was een vervangend ticket. De opvang van de passagiers werd algemeen zeer professioneel en vriendelijk ervaren. Dit zou kunnen komen door de grote ervaring die in Engeland bestaat met terrorisme, met name opgedaan in de IRA-periode.